# Općinska B nogometna liga Ludbreg 1980./81.
"Općinska B nogometna liga Ludbreg" za sezonu 1980./81. je bila drugi stupanj općinske lige ONS Ludbreg, te liga osmog stupnja nogometnog prvenstva Jugoslavije. 
 
Sudjelovalo je 10 klubova, a prvak je bio "Lunkovec" iz Lunjkovca.  

## Ljestvica
| mj. | klub                  | ut. | pob. | ner. | por. | gol+ | gol- | bod |
| --- | --------------------- | --- | ---- | ---- | ---- | ---- | ---- | --- |
| 1.  | Lunkovec (Lunjkovec)  | 18  | 11   | 5    | 2    | 56   | 23   | 57  |
| 2.  | Komarnica             | 18  | 11   | 5    | 2    | 55   | 28   | 27  |
| 3.  | Karlovec              | 18  | 10   | 3    | 5    | 61   | 36   | 23  |
| 4.  | Croatia Dubovica      | 18  | 10   | 2    | 6    | 51   | 47   | 22  |
| 5.  | Sloboda Županec       | 18  | 9    | 0    | 9    | 53   | 43   | 18  |
| 6.  | Podgora Bolfan        | 18  | 7    | 3    | 8    | 64   | 43   | 17  |
| 7.  | Poljoprivednik Kapela | 18  | 6    | 4    | 8    | 34   | 35   | 16  |
| 8.  | Proleter Mali Bukovec | 18  | 6    | 3    | 9    | 53   | 60   | 15  |
| 9.  | Razvitak Čičkovina    | 18  | 5    | 3    | 10   | 21   | 51   | 13  |
| 10. | Kalnik Čukovec        | 18  | 0    | 2    | 16   | 26   | 107  | 2   |

- "Lunkovec" prvak zbog bolje gol-razlike

## Rezultatska križaljka
| kratica | klub                  | CRO | KAL | KAR | KOM | LUN | POD | POLJ | PRO | RAZ | SLO |
| --- | --------------------- | --- | --- | --- | --- | --- | --- | ---- | --- | --- | --- |
| CRO | Croatia Dubovica      |     |     |     |     |     |     |      |     |     |     |
| KAL | Kalnik Čukovec        |     |     |     |     |     |     |      |     |     |     |
| KAR | Karlovec              |     |     |     |     |     |     |      |     |     |     |
| KOM | Komarnica             |     |     |     |     |     |     |      |     |     |     |
| LUN | Lunkovec (Lunjkovec)  |     |     |     |     |     |     |      |     |     |     |
| POD | Podgora Bolfan        |     |     |     |     |     |     |      |     |     |     |
| POLJ | Poljoprivednik Kapela |     |     |     |     |     |     |      |     |     |     |
| PRO | Proleter Mali Bukovec |     |     |     |     |     |     |      |     |     |     |
| RAZ | Razvitak Čičkovina    |     |     |     |     |     |     |      |     |     |     |
| SLO | Sloboda Županec       |     |     |     |     |     |     |      |     |     |     |
| |                       |     |     |     |     |     |     |      |     |     |     |
| podebljan rezultat - utakmice od 1. do 9. kola (1. utakmica između klubova) rezultat normalne debljine - utakmice od 10. do 18. kola (2. utakmica između klubova) rezultat nakošen - nije vidljiv redoslijed odigravanja međusobnih utakmica iz dostupnih izvora rezultat smanjen * - iz dostupnih izvora nije uočljiv domaćin susreta prekrižen rezultat - poništena ili brisana utakmica p - utakmica prekinuta 3:0 p.f. / 0:3 p.f. - rezultat 3:0 bez borbe |                       |     |     |     |     |     |     |      |     |     |     |

 Izvori:

## Unutarnje poveznice
- Općinska A liga Ludbreg 1980./81.